# 布萊恩·普里斯特曼

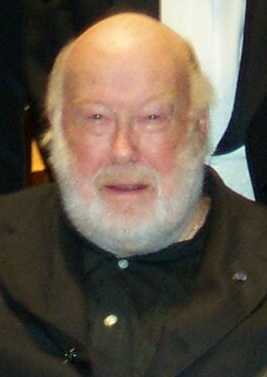
2003年的布萊恩·普里斯特曼

布萊恩·普里斯特曼（英語：Brian Priestman，1927年2月10日—2014年4月18日），是英国作曲家、大师、音乐教育家。

## 生平
他出生于伯明翰，就读于伯明翰大学和布鲁塞尔皇家音乐学院。
1970年至1978年期间，他担任丹佛交响乐团的音乐总监。
2014年4月18日，他死于位于法国的家中，享年87岁。